# CARNet
Croatian Academic and Research Network (CARNet) ist ein Netzwerk für die akademische Forschung in Kroatien. Es hat seinen Sitz in Zagreb und fünf weiteren Städten Kroatiens.
Aufgabe von CARNet ist es, „die Infrastruktur, das Wissen und die notwendigen Betriebsmittel für Einzelpersonen und für Organisationen zur Verfügung zu stellen, die für eine Informationsgesellschaft in Kroatien notwendig sind“. 
Die Tätigkeiten des CARNets umfassen die Entwicklung und Pflege des nationalen akademischen Netzwerks, den Anschluss an internationale Netzwerke und das Errichten von nationalen Netzinfrastrukturen, einschließlich aller dazu erforderlichen Arbeiten. Die Tätigkeiten des CARNets sind eng mit denen von SRCE, den Universitätsrechnern von Zagreb, verbunden.

## Geschichte
Ein Vorläuferprojekt wurde 1991 vom kroatischen Ministerium der Wissenschaft und der Technologie angestoßen. Im November 1992 wurde die erste internationale Kommunikationsverbindung von Zagreb nach Österreich geschaltet und damit Kroatien an das Internet angebunden. CARNet wurde zum ersten Internet Service Provider in Kroatien. Anfang 1993 wurde CARNet die Verwaltung der Top-Level-Domain .hr zugewiesen. 1995 wurde die Einrichtung CARNet durch einen Regierungsbeschluss offiziell eröffnet.